# Notovoluta
Notovoluta is een geslacht van weekdieren uit de klasse van de Gastropoda (slakken).

## Soorten
- Notovoluta baconi Wilson, 1972
- Notovoluta capricornea (B. R. Wilson, 1972)
- Notovoluta gardneri Darragh, 1983
- Notovoluta gerondiosi Bail & Limpus, 2005
- Notovoluta hoskensae Poppe, 1992
- Notovoluta kalotinae Bail & Limpus, 2015
- Notovoluta kreuslerae (Angas, 1865)
- Notovoluta norwestralis Bail & Limpus, 2003
- Notovoluta occidua Cotton, 1946
- Notovoluta pseudolirata (Tate, 1888)
- Notovoluta verconis (Tate, 1892)